# Inge Brocken
Inge Brocken (Beveren, 10 juli 1978) is een Belgisch Vlaams-nationalistisch politica voor N-VA.

## Biografie
Van 2007 tot 2010 werkte Brocken, die een diploma hoger secundair onderwijs behaalde, als commercieel afgevaardigde bij voedingsdistributiebedrijf Solinest. In augustus 2010 stichtte ze met Derousseaux Grande haar eigen kledingzaak voor vrouwen met een maatje meer. Als ondernemer engageerde ze zich eveneens binnen de zelfstandigenvereniging UNIZO. Van 2018 tot 2024 was ze ondervoorzitter van de Oost-Vlaamse afdeling van UNIZO.
In oktober 2018 werd Brocken voor de N-VA verkozen tot gemeenteraadslid van Beveren. Van januari 2019 tot december 2021 was ze schepen van de gemeente, bevoegd voor onder meer Toerisme en Erfgoed. Daarna ging ze weer zetelen als gemeenteraadslid. Begin 2025 ging Beveren op in de fusiegemeente Beveren-Kruibeke-Zwijndrecht. Brocken voerde daar voor de lokale verkiezingen in oktober 2024 de N-VA-lijst aan. De partij eindigde op de tweede plaats, maar trad wel toe tot het schepencollege. Sinds januari 2025 is zij als schepen bevoegd voor Lokale Economie, KMO's, Toerisme en Ontwikkelingssamenwerking.
Bij de Vlaamse verkiezingen van 9 juni 2024 stond Brocken als eerste opvolger op de N-VA-lijst in de kieskring Oost-Vlaanderen. Niettemin kwam ze begin juli 2024 in het Vlaams Parlement terecht als opvolger van Lieven Dehandschutter, die zijn mandaat niet besloot op te nemen. In het Vlaams Parlement werd ze vast lid van de commissie Buitenlands Beleid, Europese Aangelegenheden en Internationale Samenwerking en vanuit haar ervaring als zelfstandige plaatsvervanger in de commissie Economie, Werk, Sociale Economie, Wetenschap en Innovatie. Ook werd ze als deelstaatsenator afgevaardigd naar de Senaat, waar ze tot eind november 2024 bleef zetelen
Brocken nam tevens deel aan verschillende missverkiezingen, zoals Aardbeiprinses 1998, Miss Diamant 2001, Eikoningin 2002, Misses Belgium Globe 2008<refInge Brocken gaat voor Miss Globe, Gazet van Antwerpen, 17 april 2008.</ref> en Plus Model 2010-2011. In 2004 werd ze op 26-jarige leeftijd verkozen tot Miss Waasland.